# Identité (film)
Pour les articles homonymes, voir Identité.
Pour plus de détails, voir Fiche technique et Distribution.
Identité est un film gabonais réalisé par Pierre-Marie Dong et sorti en 1972.

## Synopsis
Un jeune artiste revenu d'Europe, Pierre, est à la recherche de son identité. Il a des difficultés à s'acclimater à son pays natal. Sa sœur lui présente alors un groupe de jeunes qui veulent tenter un hold-up.

## Fiche technique
- Réalisation : Pierre-Marie Dong
- Scénario : Pierre-Marie Dong
- Production : Radio Télévision Gabonaise
- Type : 16 mm gonflé en 32 mm[1]
- Durée : 90 minutes[2]

## Distribution
- Daniel Odimbossoukou : Pierre
- Charles Bourdette
- Patricia Colombani
- Elaine Ferron
- Simon Nzang

## Critiques
Le film pose la question de la place du jeune intellectuel africain dans son pays. « Le constat, sur la jeunesse de ce pays, n’est pas des plus optimistes ».